# Chillac
Chillac è un comune francese di 213 abitanti situato nel dipartimento della Charente, nella regione della Nuova Aquitania.

## Società

### Evoluzione demografica

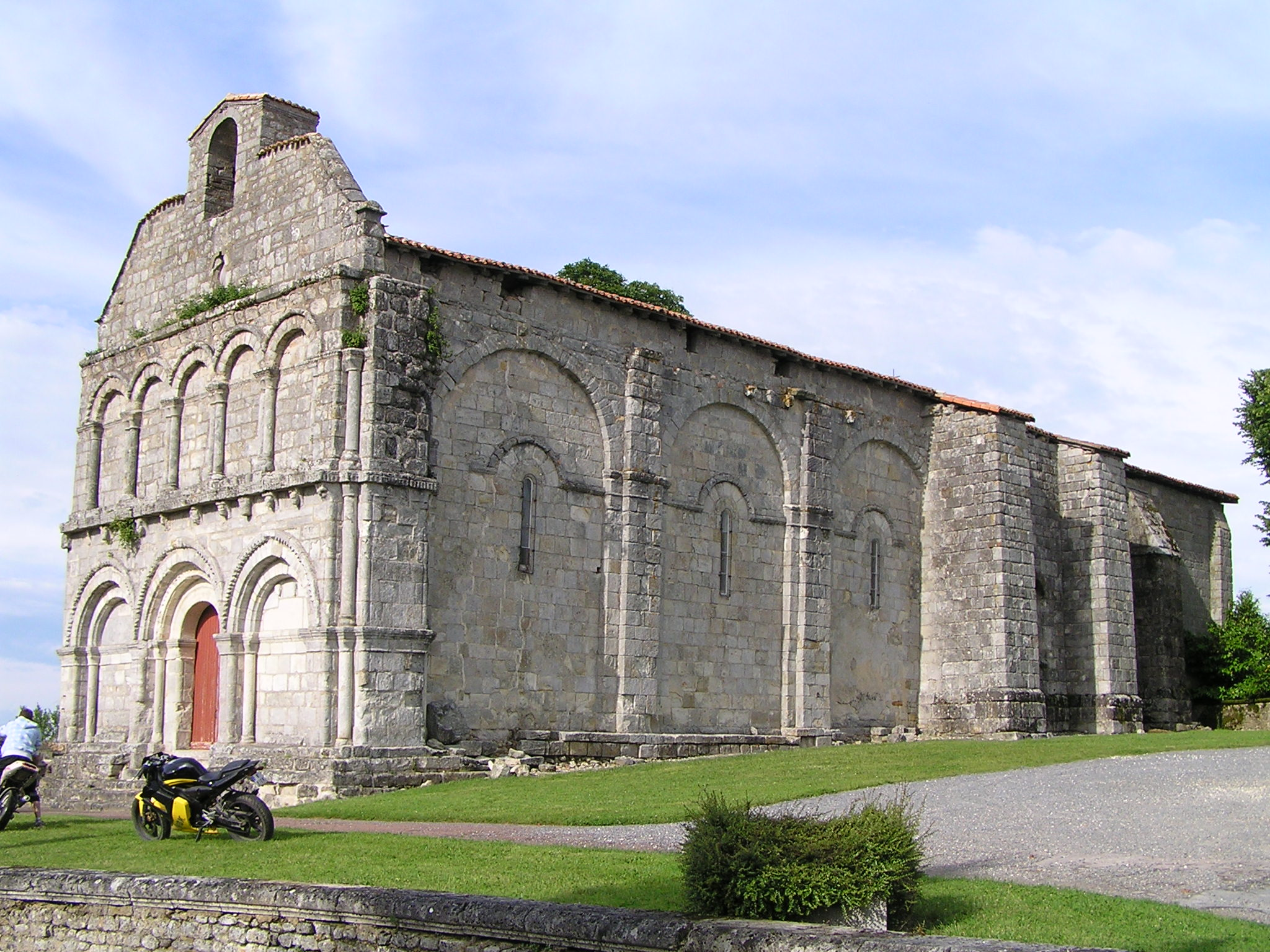
Chiesa.

Abitanti censiti